# ريان هاربر
ريان هاربر (بالإنجليزية: Ryan Harper)‏ (16 أبريل 1987 في المملكة المتحدة - ) هو لاعب كرة قدم بريطاني في مركز الهجوم. لعب مع نادي غوادالاخارا ونادي فوينلابرادا وUD Fuengirola Los Boliches ‏ وMéxico FC (Spain) ‏ وريال بيتيس بي وCD Villanueva ‏ ونادي الخيسيراس وPolideportivo Ejido B ‏ وUnión Estepona CF ‏.

## وصلات خارجية
- ريان هاربر على موقع Soccerway.com (الإنجليزية)
- ريان هاربر على موقع AS.com (الإسبانية)